# Coppa CERS 2015-2016
La Coppa CERS 2015-2016 è stata la 36ª edizione dell'omonima competizione europea di hockey su pista riservata alle squadre di club. Il torneo ha avuto inizio il 24 ottobre 2015 e si è concluso il 1º maggio 2016 con la disputa delle final four a Barcelos.
Il titolo è stato conquistato dai portoghesi del Barcelos per la seconda volta nella loro storia sconfiggendo in finale gli spagnoli del Vilafranca.
Il Barcelos, in qualità di squadra vincitrice, ha avuto anche il diritto di partecipare alla Coppa Continentale 2016-2017.

## Squadre partecipanti
| Nazione    | Club               | Città                    | Qualificazione                                                  |
| ---------- | ------------------ | ------------------------ | --------------------------------------------------------------- |
| Austria    | Dornbirn           | Dornbirn                 | 2º nell'Österreichischer Meister 2015                           |
| Austria    | Wolfurt            | Wolfurt                  | 1º nell'Österreichischer Meister 2015                           |
| Austria    | Villach            | Villaco                  | 3º nell'Österreichischer Meister 2015                           |
| Francia    | Coutras            | Coutras                  | 5º in Nationale 1 2014-2015                                     |
| Francia    | La Vendéenne       | La Roche-sur-Yon         | 3º in Nationale 1 2014-2015                                     |
| Francia    | SCRA Saint-Omer    | Saint-Omer               | 4º in Nationale 1 2014-2015                                     |
| Germania   | Bison Calenberg    | Springe                  | 3º in Rollhockey-Bundesliga 2014-2015                           |
| Germania   | Cronenberg         | Wuppertal                | 5º in Rollhockey-Bundesliga 2014-2015                           |
| Germania   | Darmstadt          | Darmstadt                | 6º in Rollhockey-Bundesliga 2014-2015                           |
| Germania   | Düsseldorf Nord    | Düsseldorf               | 4º in Rollhockey-Bundesliga 2014-2015                           |
| Germania   | Germania Herringen | Hamm                     | 2º in Rollhockey-Bundesliga 2014-2015                           |
| Italia     | Amatori Lodi       | Lodi                     | 9º in Serie A1 2014-2015                                        |
| Italia     | Cremona            | Pieve San Giacomo        | 8º in Serie A1 2014-2015, quarti di finale dei play-off         |
| Italia     | Follonica          | Follonica                | 7º in Serie A1 2014-2015, quarti di finale dei play-off         |
| Italia     | Matera             | Matera                   | 10º in Serie A1 2014-2015                                       |
| Italia     | Sarzana            | Sarzana                  | 11º in Serie A1 2014-2015                                       |
| Portogallo | Barcelos           | Barcelos                 | 6º in 1ª Divisão 2014-2015                                      |
| Portogallo | Juventude Viana    | Viana do Castelo         | 7º in 1ª Divisão 2014-2015                                      |
| Portogallo | Sporting CP        | Lisbona                  | Detentore Coppa CERS e 5º in 1ª Divisão 2014-2015               |
| Portogallo | Turquel            | Alcobaça                 | 9º in 1ª Divisão 2014-2015                                      |
| Spagna     | Cerceda            | Cerceda                  | 6º in OK Liga 2014-2015                                         |
| Spagna     | PAS Alcoy          | Alcoy                    | 9º in OK Liga 2014-2015                                         |
| Spagna     | Reus Deportiu      | Reus                     | 6º in OK Liga 2014-2015                                         |
| Spagna     | Vilafranca         | Vilafranca del Penedès   | 8º in OK Liga 2014-2015                                         |
| Spagna     | Voltregà           | Sant Hipòlit de Voltregà | 7º in OK Liga 2014-2015                                         |
| Svizzera   | Diessbach          | Diessbach bei Büren      | 3º in Lega Nazionale A 2015-2016, semifinale dei play-off       |
| Svizzera   | Ginevra            | Ginevra                  | 1º in Lega Nazionale A 2015-2016, finale dei play-off           |
| Svizzera   | Montreux           | Montreux                 | 4º in Lega Nazionale A 2015-2016, semifinale dei play-off       |
| Svizzera   | Uri                | Seedorf                  | 7º in Lega Nazionale A 2015-2016, quarti di finale dei play-off |
| Svizzera   | Uttigen            | Uttigen                  | 8º in Lega Nazionale A 2015-2016, quarti di finale dei play-off |

## Risultati

### Primo turno
| Squadra 1          | Totale  | Squadra 2       | Andata | Ritorno |
| ------------------ | ------- | --------------- | ------ | ------- |
| Sarzana            | 6 - 4   | Düsseldorf Nord | 3 - 1  | 3 - 3   |
| Uttigen            | 16 - 10 | Bison Calenberg | 9 - 3  | 7 - 7   |
| Cronenberg         | 12 - 8  | Uri             | 8 - 3  | 4 - 5   |
| Wolfurt            | 3 - 20  | Turquel         | 0 - 12 | 3 - 8   |
| Juventude Viana    | 17 - 6  | Dornbirn        | 11 - 3 | 6 - 3   |
| Vilafranca         | 12 - 2  | Montreux        | 9 - 0  | 3 - 2   |
| Ginevra            | 6 - 10  | PAS Alcoy       | 5 - 4  | 1 - 6   |
| Matera             | 8 - 3   | Cerceda         | 5 - 1  | 3 - 2   |
| Darmstadt          | 8 - 9   | Cremona         | 6 - 3  | 2 - 6   |
| Voltregà           | 5 - 7   | SCRA Saint-Omer | 3 - 2  | 2 - 5   |
| Barcelos           | 32 - 3  | Villach         | 16 - 2 | 16 - 1  |
| Coutras            | 8 - 2   | Diessbach       | 2 - 0  | 6 - 2   |
| Amatori Lodi       | 15 - 7  | La Vendéenne    | 8 - 3  | 7 - 4   |
| Germania Herringen | 6 - 11  | Follonica       | 3 - 4  | 3 - 7   |

### Ottavi di finale
| Squadra 1       | Totale          | Squadra 2       | Andata | Ritorno               |
| --------------- | --------------- | --------------- | ------ | --------------------- |
| Sarzana         | 8 - 6           | Uttigen         | 5 - 3  | 3 - 3                 |
| Cronenberg      | 8 - 36          | Sporting CP     | 5 - 17 | 3 - 19                |
| Turquel         | 7 - 10          | Reus Deportiu   | 2 - 3  | 5 - 7                 |
| Juventude Viana | 6 - 8           | Vilafranca      | 3 - 3  | 3 - 5                 |
| PAS Alcoy       | 7 - 8           | Matera          | 4 - 3  | 3 - 5                 |
| Cremona         | 5 - 5 (1-0 dtr) | SCRA Saint-Omer | 2 - 2  | 3 - 3 (dts) (1-0 dtr) |
| Barcelos        | 19 - 10         | Coutras         | 7 - 7  | 12 - 3                |
| Amatori Lodi    | 6 - 4           | Follonica       | 2 - 2  | 4 - 2                 |

### Quarti di finale
| Squadra 1     | Totale  | Squadra 2    | Andata | Ritorno |
| ------------- | ------- | ------------ | ------ | ------- |
| Sarzana       | 5 - 18  | Sporting CP  | 2 - 8  | 3 - 10  |
| Reus Deportiu | 3 - 4   | Vilafranca   | 2 - 1  | 1 - 3   |
| Matera        | 12 - 4  | Cremona      | 10 - 0 | 2 - 4   |
| Barcelos      | 14 - 10 | Amatori Lodi | 8 - 4  | 6 - 6   |

### Final Four
Le Final Four della manifestazione si sono disputate presso il Pavilhão Municipal a Barcelos dal 30 aprile al 1º maggio 2016.
|  | Semifinali  | Semifinali  | Semifinali |            |          | Finale   | Finale | Finale |  |
|  |             |             |            |            |          |          |        |        |  |
|  | Barcelos    | Barcelos    | 2 (2)      |            |          |          |        |        |  |
|  | Barcelos    | Barcelos    | 2 (2)      |            |          |          |        |        |  |
|  | Matera      | Matera      | 2 (1)      |            |          |          |        |        |  |
|  | Matera      | Matera      | 2 (1)      |            | Barcelos | Barcelos | 6      |        |  |
|  |             |             |            |            | Barcelos | Barcelos | 6      |        |  |
|  |             |             | Vilafranca | Vilafranca | 3        |          |        |        |  |
|  | Vilafranca  | Vilafranca  | Vilafranca | Vilafranca | 3        | 1 (2)    |        |        |  |
|  | Vilafranca  | Vilafranca  |            |            |          |          |        |        |  |
|  | Sporting CP | Sporting CP | 1 (1)      |            |          |          |        |        |  |